# Nguyễn Như Tuấn
Nguyễn Như Tuấn (sinh năm 1960) là Thiếu tướng Công an nhân dân Việt Nam. Ông nguyên là Giám đốc Công an tỉnh Thái Nguyên.

## Xuất thân và giáo dục
Thiếu tướng Nguyễn Như Tuấn sinh ngày 6 tháng 7 năm 1960, người dân tộc Kinh, không theo tôn giáo nào, quê quán tại xã Phù Đổng, huyện Gia Lâm, thành phố Hà Nội.
Thiếu tướng Nguyễn Như Tuấn có bằng Cử nhân luật và Cử nhân kinh tế.
Ông có một năm học tiếng Nga tại trường Cao đẳng Ngoại ngữ Bộ Nội vụ (nay là Bộ Công an).
Sau đó, ông được cử đi học tại Học viện cảnh sát Bộ Nội vụ Liên Xô (nay là Liên Bang Nga) trong 8 năm.

## Sự nghiệp
Nguyễn Như Tuấn là đảng viên Đảng Cộng sản Việt Nam. Ông gia nhập đảng này vào ngày 17 tháng 3 năm 1982. Ông có trình độ cử nhân lí luận chính trị của đảng Cộng sản Việt Nam.
Ông là đại biểu Hội đồng nhân dân tỉnh Thái Nguyên khóa 12 nhiệm kỳ 2011-2016.
Tháng 8 năm 2010, Nguyễn Như Tuấn là Đại tá Công an, Phó Giám đốc Công an tỉnh Thái Nguyên.
Từ ngày 9 tháng 12 năm 2010, Đại tá Nguyễn Như Tuấn được Bộ trưởng Bộ Công an bổ nhiệm giữ chức vụ Giám đốc Công an tỉnh Thái Nguyên thay Thiếu tướng Hoàng Văn Tân nghỉ công tác. Lúc này ông đang là Ủy viên Ban thường vụ Tỉnh ủy Thái Nguyên, Phó Giám đốc Công an tỉnh Thái Nguyên.
Từ tháng 2 năm 2015 đến nay, Nguyễn Như Tuấn là Thiếu tướng Công an nhân dân Việt Nam, Giám đốc Công an tỉnh Thái Nguyên.
Ngày 29 tháng 6 năm 2020, ông nghỉ công tác chờ hưu.

### Vụ nổ tại nhà riêng do bị gài mìn
Hai giờ sáng ngày 7 tháng 1 năm 2012, nhà riêng của Đại tá Nguyễn Như Tuấn, Giám đốc Công an tỉnh Thái Nguyên trên đường Lương Ngọc Quyến, thành phố Thái Nguyên bị nổ tung do một quả mìn với 3 kg thuốc nổ, kíp nổ và dây cháy chậm. Mặt tiền và tầng 1 bị sập.
Ông cùng vợ và hai con may mắn không bị thương do ngủ ở tầng 2. Trước đó, gia đình ông đã nhiều lần bị đe dọa giết hoặc bắt cóc. Hai bị cáo gài mìn gây nổ trong vụ này là Nguyễn Viết Hòa (sinh năm 1976, nguyên cán bộ Công an tỉnh Thái Nguyên) và Đồng Văn Bích (sinh năm 1979) đã bị bắt và xét xử. Hội đồng xét xử sơ thẩm tuyên phạt hai bị cáo chung mức án tù chung thân với ba tội danh: giết người, sử dụng trái phép vật liệu nổ và hủy hoại tài sản.